# Regiunea Hovedstaden
Regiunea Hovedstaden (în daneză Region Hovedstaden) este regiunea administrativă cea mai estică a Danemarcei. Regiunea cuprinde 29 de municipalități. Consiliul regional este format din 41 de politicieni aleși. Din 1 ianuarie 2014, președintele său este Sophie Hæstorp Andersen, membră a partidului politic Social Democrat. 
Regiunea Hovedstaden a fost formată ca parte a Reformei Municipale Daneze ce a intrat în vigoare la 1 ianuarie 2007. Consistă din fostele municipalități Copenhaga, Frederiksberg și Insula Bornholm și din fostele amter Københavns și Frederiksborg.

## Comunele constituente
- Albertslund
- Allerød
- Ballerup
- Bornholm
- Brøndby
- Copenhaga
- Dragør
- Egedal
- Fredensborg
- Frederiksberg
- Frederikssund
- Furesø
- Gentofte
- Gladsaxe
- Glostrup
- Gribskov
- Halsnæs
- Helsingør
- Herlev
- Hillerød
- Hvidovre
- Høje-Taastrup
- Hørsholm
- Ishøj
- Lyngby-Taarbæk
- Rudersdal
- Rødovre
- Tårnby
- Vallensbæk

1. ↑  Q76962527[*] Verificați valoarea |titlelink= (ajutor)